# 晋北专区
晋北专区，山西省已撤消的专区。
1958年由雁北、忻县二专区合置。在今山西省北部。辖宁武、静乐、五台、繁峙、兴县、河曲、五寨、原平、忻定、阳高、灵丘、浑源、山阴、朔县、左云等县。专员公署驻大同市。1960年恢复广灵、偏关、保德、应县四县。1961年恢复天镇、右玉、平鲁三县。同年撤销晋北专区，其北部地区十一县恢复设置雁北专区；南部地区十一县恢复设置忻县专区。